# Rocher du Diamant
De Rocher du Diamant is een klein eiland (een vulkanische plug) voor de zuidkust van het Caribische eiland Martinique. Dit eiland is slechts 250 bij 300 meter groot en is 175 meter hoog.

## Geschiedenis
De rots speelde een rol tijdens de napoleontische oorlogen. In 1804 bezetten de Britten onder admiraal Samuel Hood het eiland en bouwden het om tot een vesting met een garnizoen met meer dan 100 man en vijf kanonnen. Het eiland werd als sloep HMS Diamond Rock in het register van de Royal Navy opgenomen.
Deze batterij hinderde 17 maanden lang het scheepvaartverkeer tussen Martinique en Saint Lucia. Pas in 1805 werd een herovering voorbereid door de Franse admiraal Pierre de Villeneuve. De vesting werd aangevallen door een Frans-Spaanse vloot van 16 schepen en de cisternen werden vernield. Daarop gaf het Britse garnizoen zich op 3 juni 1805 over.
- Bibliothèque nationale de France: cb12222262s (data)
- Library of Congress Control Number: sh89007121
- Nationale Bibliotheek van Israël: 987007541867705171
- Virtual International Authority File: 234755834